# Тражи се радник
„Тражи се радник” (енгл. Help Wanted) је премијерна и пилот епизода америчке анимиране телевизијске серије Сунђер Боб Коцкалоне. Први пут је емитован на Nickelodeon-у у Сједињеним Државама 1. маја 1999. године, након телевизијског преноса доделе Награда по избору деце. Епизода прати истоименог протагонисту серије, Сунђер Боба Коцкалонеа, жутог антропоморфног морског сунђера, који покушава да добије посао у локалном ресторану брзе хране под називом Koд Кеба Крабе.
Креатор серије Стивен Хиленбург је првобитно осмислио серију 1994. и почео је да ради на њој убрзо након отказивања Роковог модерног живота две године касније. Да би пронашао глас Сунђер Бобу, Хиленбург је пришао Тому Кенију, који је са њим сарађивао на Роковом модерном животу. За представљање серије студију, Хиленбург је првобитно осмислио идеју у којој су Сунђер Боб и Лигњослав били на путу, инспирисан филмом Земља предака (1989). Хиленбург је одустао од те идеје и почео изнова са причом коју су он и Дерек Драјмон смислили, под насловом „Tражи се радник”, на основу искуства које је Хиленбург имао у извиђачима. Оригинална идеја је касније искоришћена за епизоду „Достава пице”.
Епизоду су написали Хиленбург (који је такође био редитељ сториборда), илустратор сценарија Дерек Драјмон (који је такође биок аутор сценарија) и Тим Хил. Анимацију је режирао надзорни директор серије, Алан Смарт. Епизода је такође поново популарисала обраду песме „Livin' in the Sunlight, Lovin' in the Moonlight” певача Тајни Тима. Епизода је искључена из DVD издања прве сезоне серије јер Nickelodeon није био вољан да плати извођачу за коришћење поменуте песме, иако је накнадно објављена на другим различитим DVD издањима серије. Епизоду је погледало преко 2 милиона домаћинстава и наишла је на изузетно позитивне рецензије критичара.

## Радња
Француски наратор представља подводни град по имену Коралово у коме живи екстатични, хиперактивни, оптимистични, наивни и пријатељски настројени жути морски сунђер по имену Сунђер Боб Коцкалоне. Сунђер Боб се спрема да се пријави за посао роштиљџије у ресторану Код Кеба Крабе, на велику несрећу благајника ресторана и његовог мрзовољног суседа, тиркизне лигње по имену Лигњослав Пипак. Сунђер Боб у почетку преиспитује своју одлуку на основу тога што се сматра да није довољно добар за посао, све док га његов најбољи пријатељ, ружичаста морска звезда по имену Патрик Звезда, не убеди у супротно. Насмејани Сунђер Бобовом лаковерношћу и ентузијазмом, и Лигњослав и власник ресторана, црвена краба по имену Евгеније Краба, одлучују да се нашале са Сунђер Бобом тако што ће га послати на немогућ задатак да купи наизглед ретку спатулу високог калибра. Њих двојица верују да Сунђер Боб није квалификован и закључују да се неће вратити.
Убрзо након Сунђер Бобовог одласка, пет аутобуса са халапљивим ринглицама заустављају се Код Кеба Крабе и преплављују ресторан. Неспособни да задовоље глад својих муштерија, Лигњослав и господин Краба су остављени да се носе са незадовољном гомилом. Ринглице почињу да се гомилају, приморавајући Лигњослава и господина Крабу да побегну на врх потпорног стуба. Лигњослав и господин Краба верују да је ситуација безнадежна и да ће их велика руља убити. Сунђер Боб их изненађује враћајући се са спатулом која савршено одговара спецификацијама господина Крабе, коју користи да брзо спреми Крабину паштету за све ринглице. Након што се руља смири, Сунђер Боб званично добија посао Код Кеба Крабе, на Лигњославово ужасавање. Након што господин Краба оде да преброји дневни профит, долази Патрик и наручује Крабину паштету, а из локала га баца невиђено, али чујно манично понављање Сунђер Бобовог кулинарског подвига. Епизода се завршава тако што Лигњослав позива господина Крабу у нади да ће Сунђер Боба увући у невоље због претпостављеног нереда који је направио.